# 2017-es WEC sanghaji 6 órás verseny
| Pályarajz | Pályarajz                     | Pályarajz                                          |
| --------- | ----------------------------- | -------------------------------------------------- |
|           |                               |                                                    |
| Győztesek |                               |                                                    |
| Kategória | Csapat                        | Versenyzők                                         |
| LMP1      | #8 Toyota Gazoo Racing        | Anthony Davidson Sébastien Buemi Nakadzsima Kazuki |
| LMP2      | #31 Vaillante Rebellion       | Julien Canal Nicolas Prost Bruno Senna             |
| LMGTE Pro | #67 Ford Chip Ganassi Team UK | Andy Priaulx Harry Tincknell                       |
| LMGTE Am  | #98 Aston Martin Racing       | Paul Dalla Lana Pedro Lamy Mathias Lauda           |

A 2017-es WEC sanghaji 6 órás verseny a Hosszútávú-világbajnokság 2017-es szezonjának nyolcadik futama volt, amelyet november 3. és november 5. között tartottak meg. A fordulót Anthony Davidson, Sébastien Buemi és Nakadzsima Kazuki triója nyerte meg, akik a hibridhajtású Toyota Gazoo Racing csapatának versenyautóját vezették. Ezen futamon biztosította be a világbajnoki címet Timo Bernhard, Earl Bamber és Brendon Hartley triója.

## Időmérő
A kategóriák leggyorsabb versenyzői vastaggal vannak kiemelve.
| Poz. | Kategória | Csapat                        | Átlagidő | Különbség | Rajthely |
| ---- | --------- | ----------------------------- | -------- | --------- | -------- |
| 1.   | LMP1      | #7 Toyota Gazoo Racing        | 1:42,832 |           | 1        |
| 2.   | LMP1      | #1 Porsche LMP Team           | 1:43,272 | +0,440    | 2        |
| 3.   | LMP1      | #8 Toyota Gazoo Racing        | 1:43,445 | +0,613    | 3        |
| 4.   | LMP1      | #2 Porsche LMP Team           | 1:43,497 | +0,665    | 4        |
| 5.   | LMP2      | #31 Vaillante Rebellion       | 1:49,217 | +6,385    | 5        |
| 6.   | LMP2      | #26 G-Drive Racing            | 1:49,472 | +6,640    | 6        |
| 7.   | LMP2      | #13 Vaillante Rebellion       | 1:49,694 | +6,862    | 7        |
| 8.   | LMP2      | #38 Jackie Chan DC Racing     | 1:49,743 | +6,911    | 8        |
| 9.   | LMP2      | #36 Signatech Alpine Matmut   | 1:49,883 | +7,051    | 9        |
| 10.  | LMP2      | #24 CEFC Manor TRS Racing     | 1:50,417 | +7,585    | 10       |
| 11.  | LMP2      | #25 CEFC Manor TRS Racing     | 1:50,727 | +7,895    | 11       |
| 12.  | LMP2      | #28 TDS Racing                | 1:51,077 | +8,245    | 12       |
| 13.  | LMP2      | #37 Jackie Chan DC Racing     | 1:51,171 | +8,339    | 13       |
| 14.  | LMGTE Pro | #95 Aston Martin Racing       | 1:59,697 | +16,865   | 14       |
| 15.  | LMGTE Pro | #92 Porsche GT Team           | 1:59,916 | +17,084   | 15       |
| 16.  | LMGTE Pro | #51 AF Corse                  | 2:00,247 | +17,415   | 16       |
| 17.  | LMGTE Pro | #67 Ford Chip Ganassi Team UK | 2:00,299 | +17,467   | 17       |
| 18.  | LMGTE Pro | #66 Ford Chip Ganassi Team UK | 2:00,332 | +17,500   | 18       |
| 19.  | LMGTE Pro | #71 AF Corse                  | 2:00,754 | +17,922   | 19       |
| 20.  | LMGTE Pro | #91 Porsche GT Team           | 2:00,783 | +17,951   | 20       |
| 21.  | LMGTE Pro | #97 Aston Martin Racing       | 2:01,141 | +18,309   | 21       |
| 22.  | LMGTE Am  | #98 Aston Martin Racing       | 2:02,357 | +19,525   | 22       |
| 23.  | LMGTE Am  | #77 Dempsey-Proton Racing     | 2:02,765 | +19,933   | 23       |
| 24.  | LMGTE Am  | #54 Spirit of Race            | 2:03,062 | +20,230   | 24       |
| 25.  | LMGTE Am  | #61 Clearwater Racing         | 2:03,495 | +20,663   | 25       |
| 26.  | LMGTE Am  | #86 Gulf Racing UK            | 2:17,037 | +34,205   | 26       |

## Verseny
A résztvevőknek legalább a versenytáv 70%-át (137 kört) teljesíteniük kellett ahhoz, hogy az elért eredményüket értékeljék. A kategóriák leggyorsabb versenyzői vastaggal vannak kiemelve.
| Helyezés | Kategória | #  | Csapat                    | Versenyzők                                              | Kasztni                       | Gumi | Kör | Idő/Hátrány/Kiesés |
| Helyezés | Kategória | #  | Csapat                    | Versenyzők                                              | Motor                         | Gumi | Kör | Idő/Hátrány/Kiesés |
| -------- | --------- | -- | ------------------------- | ------------------------------------------------------- | ----------------------------- | ---- | --- | ------------------ |
| 1.       | LMP1      | 8  | Toyota Gazoo Racing       | Anthony Davidson Sébastien Buemi Nakadzsima Kazuki      | Toyota TS050 Hybrid           | M    | 195 | 6:00:40,777        |
| 1.       | LMP1      | 8  | Toyota Gazoo Racing       | Anthony Davidson Sébastien Buemi Nakadzsima Kazuki      | Toyota 2.4 L Turbo V6         | M    | 195 | 6:00:40,777        |
| 2.       | LMP1      | 2  | Porsche LMP Team          | Timo Bernhard Earl Bamber Brendon Hartley               | Porsche 919 Hybrid            | M    | 194 | +1 kör             |
| 2.       | LMP1      | 2  | Porsche LMP Team          | Timo Bernhard Earl Bamber Brendon Hartley               | Porsche 2.0 L Turbo V4        | M    | 194 | +1 kör             |
| 3.       | LMP1      | 1  | Porsche LMP Team          | Neel Jani Nick Tandy André Lotterer                     | Porsche 919 Hybrid            | M    | 194 | +1 kör             |
| 3.       | LMP1      | 1  | Porsche LMP Team          | Neel Jani Nick Tandy André Lotterer                     | Porsche 2.0 L Turbo V4        | M    | 194 | +1 kör             |
| 4.       | LMP1      | 7  | Toyota Gazoo Racing       | Mike Conway Kobajasi Kamui José María López             | Toyota TS050 Hybrid           | M    | 188 | +7 kör             |
| 4.       | LMP1      | 7  | Toyota Gazoo Racing       | Mike Conway Kobajasi Kamui José María López             | Toyota 2.4 L Turbo V6         | M    | 188 | +7 kör             |
| 5.       | LMP2      | 31 | Vaillante Rebellion       | Julien Canal Nicolas Prost Bruno Senna                  | Oreca 07                      | D    | 183 | +12 kör            |
| 5.       | LMP2      | 31 | Vaillante Rebellion       | Julien Canal Nicolas Prost Bruno Senna                  | Gibson GK428 4.2 L V8         | D    | 183 | +12 kör            |
| 6.       | LMP2      | 36 | Signatech Alpine Matmut   | Nicolas Lapierre Gustavo Menezes André Negrão           | Alpine A470                   | D    | 183 | +12 kör            |
| 6.       | LMP2      | 36 | Signatech Alpine Matmut   | Nicolas Lapierre Gustavo Menezes André Negrão           | Gibson GK428 4.2 L V8         | D    | 183 | +12 kör            |
| 7.       | LMP2      | 13 | Vaillante Rebellion       | Mathias Beche David Heinemeier Hansson Nelson Piquet Jr | Oreca 07                      | D    | 182 | +13 kör            |
| 7.       | LMP2      | 13 | Vaillante Rebellion       | Mathias Beche David Heinemeier Hansson Nelson Piquet Jr | Gibson GK428 4.2 L V8         | D    | 182 | +13 kör            |
| 8.       | LMP2      | 38 | Jackie Chan DC Racing     | Ho-Pin Tung Oliver Jarvis Thomas Laurent                | Oreca 07                      | D    | 182 | +13 kör            |
| 8.       | LMP2      | 38 | Jackie Chan DC Racing     | Ho-Pin Tung Oliver Jarvis Thomas Laurent                | Gibson GK428 4.2 L V8         | D    | 182 | +13 kör            |
| 9.       | LMP2      | 25 | CEFC Manor TRS Racing     | Roberto González Simon Trummer Vitalij Petrov           | Oreca 07                      | D    | 182 | +13 kör            |
| 9.       | LMP2      | 25 | CEFC Manor TRS Racing     | Roberto González Simon Trummer Vitalij Petrov           | Gibson GK428 4.2 L V8         | D    | 182 | +13 kör            |
| 10.      | LMP2      | 28 | TDS Racing                | François Perrodo Matthieu Vaxiviere Emmanuel Collard    | Oreca 07                      | D    | 182 | +13 kör            |
| 10.      | LMP2      | 28 | TDS Racing                | François Perrodo Matthieu Vaxiviere Emmanuel Collard    | Gibson GK428 4.2 L V8         | D    | 182 | +13 kör            |
| 11.      | LMP2      | 26 | G-Drive Racing            | Roman Ruszinov Léo Roussel Nico Müller                  | Oreca 07                      | D    | 181 | +14 kör            |
| 11.      | LMP2      | 26 | G-Drive Racing            | Roman Ruszinov Léo Roussel Nico Müller                  | Gibson GK428 4.2 L V8         | D    | 181 | +14 kör            |
| 12.      | LMP2      | 37 | Jackie Chan DC Racing     | David Cheng Alex Brundle Tristan Gommendy               | Oreca 07                      | D    | 181 | +14 kör            |
| 12.      | LMP2      | 37 | Jackie Chan DC Racing     | David Cheng Alex Brundle Tristan Gommendy               | Gibson GK428 4.2 L V8         | D    | 181 | +14 kör            |
| 13.      | LMP2      | 24 | CEFC Manor TRS Racing     | Matt Rao Ben Hanley Jean-Éric Vergne                    | Oreca 07                      | D    | 181 | +14 kör            |
| 13.      | LMP2      | 24 | CEFC Manor TRS Racing     | Matt Rao Ben Hanley Jean-Éric Vergne                    | Gibson GK428 4.2 L V8         | D    | 181 | +14 kör            |
| 14.      | LMGTE Pro | 67 | Ford Chip Ganassi Team UK | Andy Priaulx Harry Tincknell                            | Ford GT                       | M    | 170 | +25 kör            |
| 14.      | LMGTE Pro | 67 | Ford Chip Ganassi Team UK | Andy Priaulx Harry Tincknell                            | Ford EcoBoost 3.5 L Turbo V6  | M    | 170 | +25 kör            |
| 15.      | LMGTE Pro | 91 | Porsche GT Team           | Richard Lietz Frédéric Makowiecki                       | Porsche 911 RSR               | M    | 170 | +25 kör            |
| 15.      | LMGTE Pro | 91 | Porsche GT Team           | Richard Lietz Frédéric Makowiecki                       | Porsche 4.0 L Flat-6          | M    | 170 | +25 kör            |
| 16.      | LMGTE Pro | 51 | AF Corse                  | James Calado Alessandro Pier Guidi                      | Ferrari 488 GTE               | M    | 170 | +25 kör            |
| 16.      | LMGTE Pro | 51 | AF Corse                  | James Calado Alessandro Pier Guidi                      | Ferrari F154CB 3.9 L Turbo V8 | M    | 170 | +25 kör            |
| 17.      | LMGTE Pro | 66 | Ford Chip Ganassi Team UK | Stefan Mücke Olivier Pla                                | Ford GT                       | M    | 170 | +25 kör            |
| 17.      | LMGTE Pro | 66 | Ford Chip Ganassi Team UK | Stefan Mücke Olivier Pla                                | Ford EcoBoost 3.5 L Turbo V6  | M    | 170 | +25 kör            |
| 18.      | LMGTE Pro | 95 | Aston Martin Racing       | Nicki Thiim Marco Sørensen                              | Aston Martin V8 Vantage GTE   | D    | 170 | +25 kör            |
| 18.      | LMGTE Pro | 95 | Aston Martin Racing       | Nicki Thiim Marco Sørensen                              | Aston Martin 4.5 L V8         | D    | 170 | +25 kör            |
| 19.      | LMGTE Pro | 71 | AF Corse                  | Davide Rigon Sam Bird                                   | Ferrari 488 GTE               | M    | 170 | +25 kör            |
| 19.      | LMGTE Pro | 71 | AF Corse                  | Davide Rigon Sam Bird                                   | Ferrari F154CB 3.9 L Turbo V8 | M    | 170 | +25 kör            |
| 20.      | LMGTE Pro | 97 | Aston Martin Racing       | Darren Turner Jonathan Adam                             | Aston Martin V8 Vantage GTE   | D    | 170 | +25 kör            |
| 20.      | LMGTE Pro | 97 | Aston Martin Racing       | Darren Turner Jonathan Adam                             | Aston Martin 4.5 L V8         | D    | 170 | +25 kör            |
| 21.      | LMGTE Am  | 98 | Aston Martin Racing       | Paul Dalla Lana Pedro Lamy Mathias Lauda                | Aston Martin V8 Vantage GTE   | D    | 166 | +29 kör            |
| 21.      | LMGTE Am  | 98 | Aston Martin Racing       | Paul Dalla Lana Pedro Lamy Mathias Lauda                | Aston Martin 4.5 L V8         | D    | 166 | +29 kör            |
| 22.      | LMGTE Am  | 86 | Gulf Racing UK            | Háled al-Kúbáisi Ben Barker Nick Foster                 | Porsche 911 RSR               | D    | 165 | +30 kör            |
| 22.      | LMGTE Am  | 86 | Gulf Racing UK            | Háled al-Kúbáisi Ben Barker Nick Foster                 | Porsche 4.0 L Flat-6          | D    | 165 | +30 kör            |
| 23.      | LMGTE Am  | 77 | Dempsey-Proton Racing     | Christian Ried Matteo Cairoli Marvin Dienst             | Porsche 911 RSR               | D    | 164 | +31 kör            |
| 23.      | LMGTE Am  | 77 | Dempsey-Proton Racing     | Christian Ried Matteo Cairoli Marvin Dienst             | Porsche 4.0 L Flat-6          | D    | 164 | +31 kör            |
| 24.      | LMGTE Am  | 61 | Clearwater Racing         | Weng Sun Mok Sava Kejta Matt Griffin                    | Ferrari 488 GTE               | M    | 158 | +37 kör            |
| 24.      | LMGTE Am  | 61 | Clearwater Racing         | Weng Sun Mok Sava Kejta Matt Griffin                    | Ferrari F154CB 3.9 L Turbo V8 | M    | 158 | +37 kör            |
| Hn       | LMGTE Pro | 92 | Porsche GT Team           | Michael Christensen Kévin Estre                         | Porsche 911 RSR               | M    | 65  |                    |
| Hn       | LMGTE Pro | 92 | Porsche GT Team           | Michael Christensen Kévin Estre                         | Porsche 4.0 L Flat-6          | M    | 65  |                    |
| Ki       | LMGTE Am  | 54 | Spirit of Race            | Thomas Flohr Francesco Castellacci Miguel Molina        | Ferrari 488 GTE               | M    | 37  |                    |
| Ki       | LMGTE Am  | 54 | Spirit of Race            | Thomas Flohr Francesco Castellacci Miguel Molina        | Ferrari F154CB 3.9 L Turbo V8 | M    | 37  |                    |

## A világbajnokság állása a versenyt követően
LMP (Teljes táblázat)
| H  | Versenyzők                                | Pont | H  | Konstruktőrök | Pont  |
| -- | ----------------------------------------- | ---- | -- | ------------- | ----- |
| 1. | Timo Bernhard Earl Bamber Brendon Hartley | 190  | 1. | Porsche       | 303   |
| 2. | Sébastien Buemi Nakadzsima Kazuki         | 158  | 2. | Toyota        | 248,5 |
| 3. | Anthony Davidson                          | 143  | 3. | '             |       |
| 4. | Neel Jani Nick Tandy André Lotterer       | 113  |    |               |       |
| 5. | Mike Conway Kobajasi Kamui                | 91,5 |    |               |       |

GT (Teljes táblázat)
| H  | Versenyzők                         | Pont  | H  | Konstruktőrök | Pont  |
| -- | ---------------------------------- | ----- | -- | ------------- | ----- |
| 1. | James Calado Alessandro Pier Guidi | 135   | 1. | Ferrari       | 261   |
| 2. | Richard Lietz Frédéric Makowiecki  | 133   | 2. | Ford          | 212,5 |
| 3. | Andy Priaulx Harry Tincknell       | 127,5 | 3. | Porsche       | 211   |
| 4. | Davide Rigon                       | 113,5 | 4. | Aston Martin  | 193   |
| 5. | Sam Bird                           | 113   |    |               |       |

LMP2 (Teljes táblázat)
| H  | Versenyzők                               | Pont | H  | Konstruktőrök           | Pont |
| -- | ---------------------------------------- | ---- | -- | ----------------------- | ---- |
| 1. | Julien Canal Bruno Senna                 | 161  | 1. | Vaillante Rebellion     | 161  |
| 2. | Ho-Pin Tung Oliver Jarvis Thomas Laurent | 157  | 2. | Jackie Chan DC Racing   | 157  |
| 3. | Nicolas Prost                            | 143  | 3. | Signatech Alpine Matmut | 138  |
| 4. | Gustavo Menezes                          | 138  | 4. | G-Drive Racing          | 76   |
| 5. | André Negrão                             | 119  | 5. | CEFC Manor TRS Racing   | 75   |

LMGTE Am (Teljes táblázat)
| H  | Versenyzők                                  | Pont | H  | Konstruktőrök         | Pont |
| -- | ------------------------------------------- | ---- | -- | --------------------- | ---- |
| 1. | Paul Dalla Lana Pedro Lamy Mathias Lauda    | 166  | 1. | Aston Martin Racing   | 172  |
| 2. | Christian Ried Matteo Cairoli Marvin Dienst | 156  | 2. | Dempsey-Proton Racing | 162  |
| 3. | Weng Sun Mok Sava Kejta Matt Griffin        | 147  | 3. | Clearwater Racing     | 161  |
| 4. | Thomas Flohr Francesco Castellacci          | 94   | 4. | Spirit of Race        | 102  |
| 5. | Miguel Molina                               | 82   | 5. | Gulf Racing           | 91   |